# El Castell (Ulldecona)

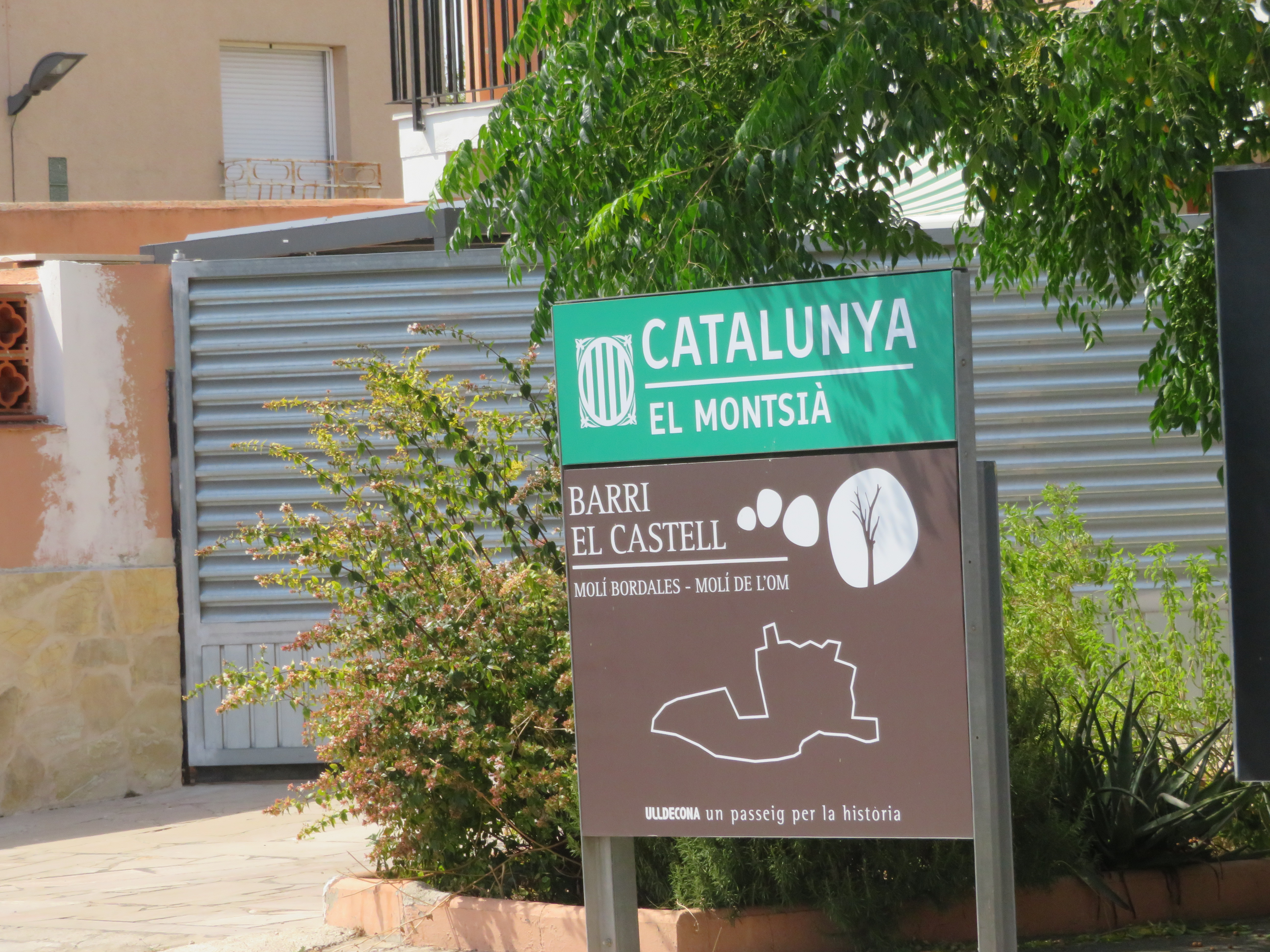
El Castell

El Castell es una población del municipio de Ulldecona, situada al sur de Cataluña en la comarca del Montsiá. Es uno de los llamados "barrios" de Ulldecona, que se encuentra a unos 9 km de esta población.
Este núcleo se encuentra en la llanura limitada por los Puertos de Beceite y la Sierra de Godall, no muy lejos de Cenia, al borde de la carretera que lleva al embalse de Ulldecona. Se encuentra también situado en el margen izquierdo del río Cenia, actual límite político entre la provincia de Castellón y Tarragona. Al otro lado del río está el pueblo de San Rafael del Río.

## Historia
El nombre del lugar se originó en un antiguo molino de harina, según la documentación antigua (de época medieval y posterior), y que aparece como playa de "Molí d'en Castell" en el río Cenia y de ahí pasó a llamarse solo "El Castell". Antes de llamarse así tuvo otros nombres como "el barri de calces", de ahí el gentilicio calcetero.
Es un pequeño núcleo rural relativamente moderno en donde en 1981 había 146 habitantes. El Castell cuenta desde 2016 con una población de 189 habitantes. 
El pueblo está dispuesto alrededor de la carretera que va de Ulldecona a Cenia pasando por Sant Joan del Pas y el cruce que va a Els Valentins. 
El barrio de El Castell ha conservado el edificio de la antigua escuela.